# 聖テモテ堂 (高雄市)

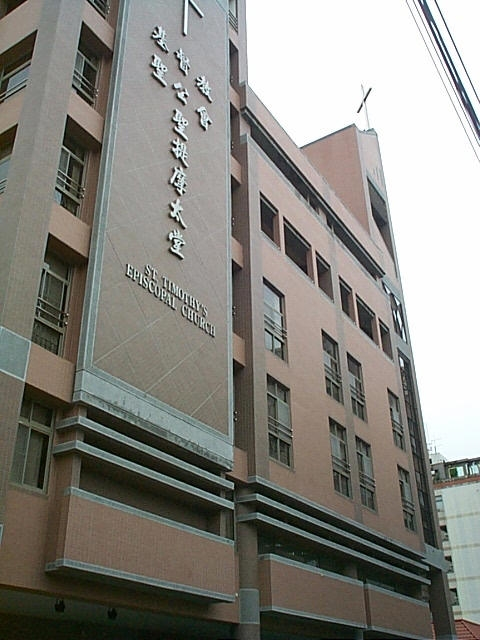
聖提摩太堂（台湾・高雄市）の外観

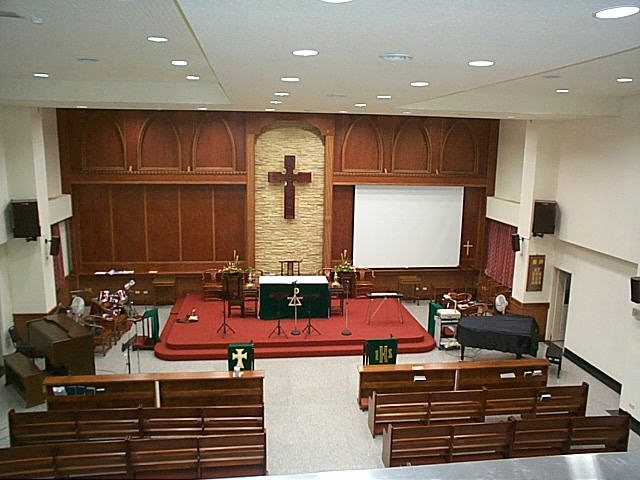
聖提摩太堂の内部

聖テモテ堂（せいテモテどう、中国語: 高雄聖提摩太堂、英語: St. Timothy's Episcopal Church, Kaohsiung）は、台湾・高雄市新興区忠孝一路262号3楼にあるプロテスタント教会で、台湾聖公会に所属する。

## 歴史
1967年7月、聖テモテ堂は高雄市三民区自強一路200号で、欧俊士司祭が牧師で始まった。 
1970年1月、聖パウロ幼稚園の新園落成式を行ない、１階に聖テモテ室を設置、通常は土曜日の夜に幼稚園のダンス教室として使用される青少年の親睦活動の教室で、日曜日には台湾語の礼拝に使用された。
1989年2月、陳宏行司祭が聖パウロ堂の主任牧師に就任し、北京語と台湾語で両教会の礼拝を担当した。その後、陳牧師はテモテ教会での台湾語礼拝を聖パウロ教会に移し、日曜礼拝の1回目は台湾語で、２回目は北京語で行なった。
1996年、簡啓聡主教、陳宏行牧師、主教委員会は数回会合を持ち議論し、「聖パウロ診療所」の場所（新興区忠孝一路262号3楼）を教会に転用することを決定し、聖テモテ教会の会員は教会を移転することに同意した。 
1998年、新教会堂の起工式を盛大に挙行し、1999年2月には劉定華司祭が聖パウロ堂・聖テモテ堂の両教会の牧師に就任した。1999年10月、新教会堂が完成し、７階建ての１・２階を他企業に貸して、３階が礼拝堂、４階がトリニティーセンター（三一神学中心）分院、５階は集会室、６階が牧師宿舎、７階が宿泊施設で、地下には十分な駐車場スペースを持つ配置である。2000年1月、簡啓聡主教を迎えて、落成式を行ない、林俊明司祭が専任牧師となった。2004年から2015年まで、林牧師が聖テモテ堂の兄弟姉妹を率い、地域の福音宣教に熱心に取り組み、児童と青少年のキャンプ、母親グループ、地域コース、福音宣教活動を企画し、成功裏に実行した。
2017年、香港を訪問し、また香港短期宣教チームを受け入れて夏期奉仕学習キャンプを開催するなど、香港聖公会と交流をした。2020年6月、北高雄福音センターを正式に設立し、張員栄主教の祝福を受けた。同年9月、教会創立50周年の感謝礼拝が行われた。2015年以来、李瑞強司祭が牧師を担当してきた。

## 交通
高雄捷運の美麗島駅で下車し、6号出口で出て、中正路を真っすぐ歩いて忠孝一路の交差点で教会が見える。

## 礼拝スケジュール
主日には、9:00から台湾語聖書研究会、10:00から國語（北京語）礼拜、10:00から児童の日曜学校。

## 参照項目
- 聖パウロ堂 (高雄市) - 台湾聖公会の高雄市にあるもうひとつの教会
- 台湾のキリスト教
- 台湾基督長老教会 - 台湾で一番多いプロテスタントの教会
- 玫瑰聖母聖殿司教座堂 - 高雄市のカトリック教会の大聖堂